# Álvaro Salema
Álvaro Batista Pereira Salema de Araújo (Santa Maria Maior, Viana do Castelo, 11 de Março de 1914 — 10 de Outubro de 1991) foi um jornalista, ensaísta e crítico literário português.
Nasceu na Rua Nova de Santana, na freguesia de Santa Maria Maior, em Viana do Castelo. Foi registado com o nome de Álvaro Batista Pereira e como filho de Georgina Batista Pereira, então de 29 anos, solteira, doméstica e também natural da freguesia de Santa Maria Maior, e de pai incógnito. Foi perfilhado a 18 de setembro de 1915 pelo pai, Álvaro Salema Garção de Araújo, então de 39 anos, empregado comercial, também natural da freguesia de Santa Maria Maior. Ficou então com o nome completo de Álvaro Batista Pereira Salema de Araújo. Acabaria por ser legitimado com o casamento dos pais, a 23 de agosto de 1919.
Licenciado em Ciências Histórico-Filosóficas, em 1937, pela Universidade de Lisboa, dedicou a sua vida ao jornalismo, à crítica literária e ao ensino liceal.
A 5 de agosto de 1942, casou civilmente em Lisboa com Elisa Dias de Sousa Rio (Alcântara, Lisboa, c. 1923), estudante, filha do funcionário público Alberto de Sousa Rio, natural de Lisboa, e de Maria Dias, natural de Badajoz, Espanha. Foram padrinhos de casamento os pais de Mário Soares, João Lopes Soares e Elisa Nobre Baptista.
Enquanto jornalista, foi redator principal do Jornal do Comércio (1957), responsável pelos suplementos literários do Diário de Lisboa e d'A Capital, colaborador assíduo da Seara Nova, Sol Nascente e colaborador literário e jornalístico do Mundo Literário  (1946-1948).
Foi igualmente autor de diversos estudos de história e crítica literárias, tendo sido distinguido pelas suas Variações Sobre Quixote e o Ideal Quixotesco com o Prémio Cervantes (1965) e com a Medalha Machado de Assis, da Academia Brasileira de Letras (1980), pelo conjunto da sua obra.
Foi professor do Colégio Moderno.

## Obras
- Primeiros temas de romance (1950);
- Ferreira de Castro: a sua vida, a sua personalidade, a sua obra (1974);
- Alves Redol: um escritor do povo português (1978);
- Bento de Jesus Caraça : um humanista para o nosso tempo (1978);
- Paisagens e monumentos de Portugal  (1981);
- Tempo de leitura : de Balzac ao nouveau roman : encontros brasileiros : autores portugueses (1981);
- Jorge Amado : o homem e a obra : presença em Portugal  (1982);
- Antologia do conto português contemporâneo (1984);
- O Palácio-Convento de Mafra (1986).